# Simeon van Durham
Simeon van Durham (ook Symeon, fl. 1096 – 1129) was een Engels geschiedschrijver uit de vroege Anglo-Normandische tijd, die met name de geschiedenis van het noorden (Northumbria) beschreef.
Over Simeons leven is weinig bekend. Hij ging al op jonge leeftijd in het benedictijner klooster in Jarrow, dat in 1074 verplaatst werd naar Durham, waar hij koorleider werd. 
Tussen 1104 en 1108 schreef hij zijn Historia ecclesiae Dunelmensis, een geschiedenis van het bisdom van de vestiging te Lindisfarne in 635 tot aan 1096. 
Het werk Historia regum Anglorum et Dacorum beschrijft de geschiedenis van de koningen van 732 tot 1129. Voor dit geschrift vormde het werk van Beda het uitgangspunt. Voor de periode na Beda, tot het begin van de 9e eeuw gebruikte hij een nu verloren gegane bron en voor de periode tot 1121 gebruikte hij de Chronicon ex Chronicis van Florence van Worcester als bron. De beschrijving van het tijdperk tussen 1121 en 1129 is waarschijnlijk van zijn eigen hand. Voor het overgrote deel van het werk was hij dus voornamelijk de samensteller en redacteur. Het werk genoot, zeker in de middeleeuwen, veel gezag. 
Zijn werk werd voortgezet door achtereenvolgens Richard van Hexham en diens zoon John van Hexham.